# Crotalus lannomi
Nome-comum: cascavel-de-autlán
Crotalus lannomi é uma espécie de víbora venenosa que pode ser encontrada nos estados de Jalisco e Colima, no México. Não existem subespécies reconhecidas.

## Etimologia
O nome específico, lannomi, homenageia Joseph R. Lannom, Jr., que foi quem capturou o espécime-tipo.

## Descrição
Esta espécie foi descrita a partir de um único espécime, uma fêmea com 63.8 cm de comprimento, a qual se presumiu ser adulta. A presença de algumas escamas maiores sobre a cabeça e a cauda mais longa são traços que Tanner (1966) sugeriu serem primitivos. Com base sobretudo neste pressuposto, a sua opinião era de que esta espécie é um parente próximo de C. stejnegeri, embora a sua cabeça e o seu corpo não sejam tão esguios como os de C. stejnegeri.

## Distribuição geográfica
C. lannomi  pode ser encontrada no México Ocidental, nos estados de Jalisco e Colima. A localidade-tipo é "1.8 milhas a oeste da passagem, Puerto de Los Mazos, ou 22 milhas para oeste, por estrada, do rio Tuxcacuesco, um ramo do rio América na Estrada Federal Nº 80, Jalisco, México".

## Estatuto de conservação
Esta espécie está classificada como Deficiente de Dados na Lista Vermelha da IUCN (v3.1, 2001). As espécies são assim classifcadas quando a informação é inadequada para poder fazer uma avaliação, directa ou indirecta, do seu risco de extinção com base na sua distribuição e/ou dados populacionais. Pode ser bem estudada e a sua biologia bem conhecida, carecendo de dados apropriados sobre a sua abundância e/ou distribuição. Assim, a categoria Deficiente de Dados não é uma categoria de ameaça. Para os taxa considerados nesta categoria é necessária mais informação e reconhece-se a possibilidade de que investigação futura possa demonstrar que a espécie deve ser classificada como ameaçada. É necessário fazer bom uso dos dados que eventualmente estejam disponíveis. Em muitos casos, deve ter-se o maior cuidado na escolha entre um estatuto DD ou estatuto de ameaçado. Se existe a suspeita de que a distribuição de um táxon é relativamente circunscrita, e passou um tempo considerável desde o último registo do táxon, o estatuto de ameaçado pode muito bem ser justificado. Desconhecia-se a tendência populacional quando se avaliou em 2007.

## Redescoberta
Em julho de 2008, esta cascavel foi redescoberta nos sopés de Colima, México.